# Hobro IK
O Hobro IK é um clube de futebol da Dinamarca, da cidade de Hobro.